# Hewitsoniella migonitis
Hewitsoniella migonitis är en fjärilsart som beskrevs av William Chapman Hewitson 1876. Hewitsoniella migonitis ingår i släktet Hewitsoniella och familjen tjockhuvuden. Inga underarter finns listade i Catalogue of Life.